# Acquaviva Picena
Acquaviva Picena es una localidad y comune italiana de la provincia de Ascoli Piceno, región de las Marcas, con 3752 habitantes.

## Evolución demográfica
| Gráfica de evolución demográfica de Acquaviva Picena entre 1861 y 2001 |
|                                                                        |
| Fuente ISTAT - elaboración gráfica de Wikipedia                        |